# Aušra Papirtienė
Aušra Papirtienė (* 1967 in Šakiai) ist eine litauische Politikerin und Gewerkschafterin. 

## Leben
Nach dem Abitur 1985 an der 37. Mittelschule Kaunas  absolvierte Aušra Papirtienė 1991 das Studium der russischen Philologie am Šiaulių pedagoginis institutas in Šiauliai und wurde Lehrerin der russischen Sprache und Literatur.
1995 absolvierte sie das Studium der Ethik als Lehrerin an der Vilniaus pedagoginis universitetas in Vilnius  und 1998 das Masterstudium der Edukologie an der Kauno technologijos universitetas.
Von 2008 bis 2016 leitete sie den Gewerkschaftsverband (Kauno švietimo darbuotojų profesinių sąjungų susivienijimas).
Seit 2013 ist sie Mitglied von Vieningas Kaunas. Von 2015 bis 2016 war sie Mitglied im Rat der Stadtgemeinde Kaunas. Von November 2016 bis 2020 war sie Seimas-Mitglied. Zum 12. Seimas gelangte sie mit der Partei Lietuvos valstiečių ir žaliųjų sąjunga.